# NHN JAPAN
NHN JAPAN株式会社（エヌエイチエヌジャパン、英: NHN JAPAN Corp.）は、韓国のNHNの日本現地法人、およびその子会社。日本オンラインゲーム協会・コンピュータエンターテインメント協会正会員。

## 沿革
2013年4月1日、NHN Corporation（現：NAVER Corporation）の日本法人であるNHN Japan株式会社（現：Aホールディングス）のゲーム事業の分割により、NHN Japan株式会社（現：NHN JAPAN株式会社）を設立。
2013年8月1日、NHN Japan株式会社（現：NHN JAPAN株式会社）が、NHN PlayArt株式会社に社名変更し、NHN Corporation（現：NAVER Corporation）のハンゲーム事業部門の人的分割により新設されたNHN Entertainment Corporation（現：NHN Corporation）の子会社となる。同年12月、株式会社SAVAWAYを子会社化。
2014年9月12日、株式会社深紅と合併。2014年9月30日、LINE株式会社から株式会社データホテル（現：NHNテコラス）の発行済み株式を全て取得し子会社化。
2015年10月1日、スマートフォンゲーム事業を新設するNHN PlayArt株式会社へPCオンラインゲーム事業をNHNハンゲーム株式会社（旧PlayArt Fukuoka株式会社）へ物的分割し、NHN PlayArt株式会社は社名をNHN comico株式会社に社名変更。
2015年11月30日、株式会社メディエーターを吸収合併。
2016年7月1日、NHN PlayArtがアニメイトとの合弁会社「anipani」（2014年11月設立）を吸収合併。なおブランドとしての「anipani」は継続して使用する。
2017年6月1日、Webtoon事業を新設するNHN comicoへ物的分割し、NHN comicoはNHN JAPAN株式会社に社名変更。
2019年4月1日、オフラインサービス事業部が管掌する全ての事業（動画サービス「ふらっと動画」事業）を会社分割によりアイ・ピー・アイ株式会社に譲渡。
2019年6月1日、子会社であるNHN CAPITAL株式会社を吸収合併。
2019年7月1日、ホスティング事業の一部である「EX-CLOUD」サービス事業および「アットサーバー」サービス事業を会社分割によりGMOクラウドに1円で売却。
2019年7月31日、日本のハンゲーム事業を行うNHNハンゲーム株式会社（現：cocone v株式会社）をココネ株式会社に売却。
2021年6 月1日、クラウド技術センターおよびAegis Wall事業部が管掌する事業を会社分割により、NHN テコラス株式会社に承継。
2021年7月1日、NHN SAVAWAY株式会社（現：SAVAWAY株式会社）を株式会社イードに譲渡。
2023年8月28日、自社ビル「NHN アトリエ」にオフィス移転。
2023年10月1日、「NHN Cloud」サービスを含むToast Public Cloud事業を会社分割の方法により、当社の完全親会社NHN Corp.の孫会社であるNHN Cloud Japan株式会社に承継。
2024年8月1日、NHN各日本法人のコーポレートロゴを更新。デザインは原研哉。

## サービス

### NHN comico
comico／POCKET COMICS
スマートデバイスに特化したスマートコミックサービス。

### NHN PlayArt
LINE GAME
LINE上で展開する携帯電話仕様のゲームである。
- LINE:ディズニー ツムツム

スマートフォンゲーム
- 妖怪ウォッチ ぷにぷに - レベルファイブと共同開発。
- ＃コンパス 戦闘摂理解析システム - ドワンゴと共同開発。

### 終了したサービス
ポータルサイト・SNSサービス
- エントイ
- ネイバー - 日本国内でのサービスを、2001年 - 2005年、2009年 - 2013年の期間に行っていた。
- CURURU - ネイバーが展開していたブログとSNSの統合サービス。
- アソブログ - 「遊ぶ」と「ブログ」を組み合わせ「安心して遊べるインターネットサービス」というポリシーで運営

ゲーム
- チョコットランドモバイル
- アークロード - NHNGamesが開発したMMORPGで、初のグループ内自主開発・運営初作品。2012年終了。
- プロ野球ファミスタオンライン - バンダイナムコゲームスと共同運営していたオンライン野球ゲーム。2014年終了。
- イナズマイレブン オンライン - レベルファイブと共同運営していたオンラインサッカーゲーム。2015年終了。
- 美男高校地球防衛部LOVE!LOVE!GAME! - 2017年5月10日終了[19]。
- マーベルツムツム - 2018年2月22日終了。
- DAME×PRINCE - 2019年6月28日終了[20]。
- 〈物語〉シリーズ ぷくぷく - 2020年3月31日終了。
- つりとも（LINE PLAY内）- 2019年11月12日終了。
- チョコットランド
- A.I.M.$ エイムズ
- アイドルマスター ポップリンクス - 2022年7月21日終了。
- ドラゴンクエストけしケシ! - スクウェア・エニックスと共同開発。2024年7月31日終了。